# 冷凍食品の日
冷凍食品の日（れいとうしょくひんのひ）とは、冷凍の「凍」（とう≒10）と、冷凍食品の保存・流通温度での“－18℃以下”にちなんで、1985年（昭和60年）に日本冷凍食品協会が制定した記念日。毎年10月18日。
同協会では、この日を中心に新聞広告などで広く周知を図ると共に、平成21年度からはトークショーや冷凍食品を使ったアイデア料理の試食会も実施している。